# Unitat perifèrica de Grevenà
La unitat perifèrica de Grevenà (en grec: Nομός Γρεβενών) és una unitat perifèrica grega. Es troba a la regió de la Macedònia Occidental. Correspon a l'antiga prefectura de Grevenà, que es va crear el 1967 a partir de la prefectura de Grevenà-Kozani, de la qual Kozani era la capital.

## Municipis
| Municipi         | Codi YPES | Capital          | Codi Postal | Prefix telefònic |
| ---------------- | --------- | ---------------- | ----------- | ---------------- |
| Khàsia           | 0915      | Karpero          | 511 00      | 24620-3          |
| Deskati          | 0905      | Deskati          | 512 00      | 24620-3          |
| Gorgiani         | 0903      | Kipourio Grevena | 511 00      | 24620-75         |
| Grevenà          | 0904      | Grevenà          | 511 00      | 24620-2          |
| Irakliotes       | 0907      | Hàgios Georgios  | 510 30      | 24620-41         |
| Kosmas Aitolos   | 0909      | Megaro           | 511 00      | 24620-73         |
| Theodoros Ziakas | 0908      | Mavranei         | 511 00      | 24620-83         |
| Ventzio          | 0902      | Knidi            | 511 00      | 24620-91         |
| Municipi         | Codi YPES | Capital          | Codi postal | Prefix telefònic |
| Avdel·la         | 0901      | Avdel·la         | 401 00      | 24920-23         |
| Dotsiko          | 0906      | Dotsiko          | 411 00      | 24620-25         |
| Filippi          | 0914      | Filippi          | 511 00      | 24620-2          |
| Mesolouri        | 0910      | Mesolouri        | 510 32      | 24620-2          |
| Perivolo         | 0911      | Perivolo         | 511 00      | 24620-80         |
| Samarina         | 0912      | Samarina*        | 511 00      | -                |
| Smixi            | 0913      | Smixi            | 401 00      | 24920-22         |
| Paliuria         | 0913      | Paliuria         | 512 00      |                  |